# Kurt Caesar Hoffmann

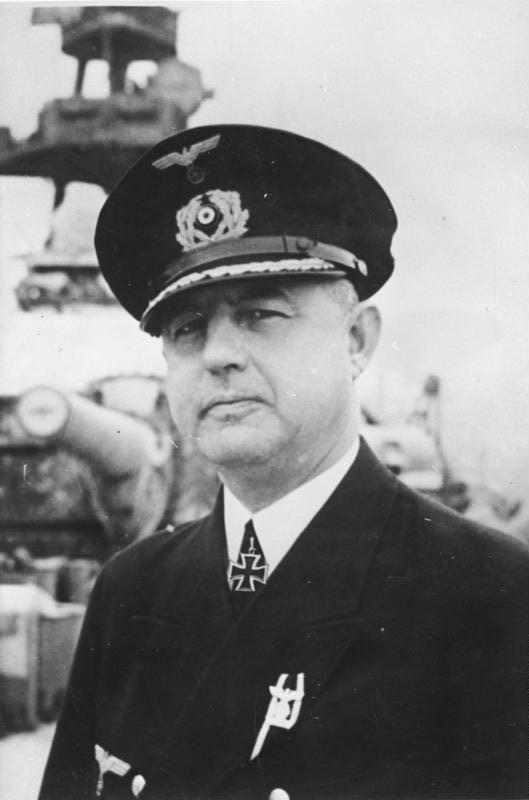
Kurt Caesar Hoffmann (März 1942)

Kurt Caesar Hoffmann (* 26. August 1895 in Kiel; † 19. Mai 1988 in Mölln) war ein deutscher Marineoffizier, von 1939 bis 1942 Kommandant des Schlachtschiffes Scharnhorst, und zuletzt Vizeadmiral im Zweiten Weltkrieg.

## Leben
Hoffmann trat am 1. April 1912 als Seekadett in die Kaiserliche Marine ein und absolvierte seine Schiffsausbildung auf dem Großen Kreuzer Hansa. Am 1. April 1913 kam er zur weiteren Ausbildung auf die Marineschule Mürwik in Flensburg-Mürwik und wurde dort am 12. April 1913 zum Fähnrich zur See ernannt.
Mit Ausbruch des Ersten Weltkriegs erfolgte am 2. August 1914 seine Versetzung auf das Linienschiff Wettin als Adjutant und nach der Beförderung am 22. März 1915 zum Leutnant seine Verwendung als Signaloffizier. Vom 15. November 1915 bis zum 15. Januar 1916 absolvierte er einen Lehrgang an der Torpedoschule in Flensburg-Mürwik und kam im Anschluss daran als Wachoffizier zur III. Torpedoboot-Flottille. Dort blieb Oberleutnant zur See (seit 25. Dezember 1917) Hoffmann bis über das Kriegsende hinaus und wurde dann in die Reichsmarine übernommen.
Am 28. September 1922 wurde Hoffmann Kommandant des Torpedoboots T 157, und am 1. Januar 1924 wurde er zum Kapitänleutnant befördert. Ende September 1924 wurde er als Kompanieoffizier zur II. Marineartillerieabteilung nach Wilhelmshaven versetzt. Vom 24. November 1926 bis zum 14. Oktober 1929 war er Ausbilder an der dortigen Küstenartillerieschule. Damit überschneidend wurde er am 25. Mai 1928 Stammbesatzung des Leichten Kreuzers Köln zugeteilt. Am 15. Oktober 1929 kam Hoffmann für drei Monate als Erster Artillerieoffizier an Bord des Kleinen Kreuzers Amazone. In gleicher Funktion diente er anschließend bis zum 27. September 1932 auf den Leichten Kreuzer Köln. Am 1. Oktober 1931 erfolgte seine Beförderung zum Korvettenkapitän. Ab Oktober 1932 diente Hoffmann vier Jahre in der Marineausbildungsabteilung (A IV) des Marinekommandoamtes. Die Beförderung zum Fregattenkapitän erhielt er am 1. April 1936. Am 28. September 1936 wurde Hoffmann Kommandeur der Küstenartillerieschule, ab Oktober 1937 Marine-Flugabwehr- und Küstenartillerieschule, in Wilhelmshaven, wo er am 1. Oktober 1937 zum Kapitän zur See befördert wurde. Am 27. Juni 1939 wurde er als Kommandant auf den Leichten Kreuzer Königsberg versetzt.
Nach Beginn des Zweiten Weltkriegs verblieb er zunächst auf der Königsberg, bis er im Oktober 1939 das Schlachtschiff Scharnhorst übernahm. Mit diesem nahm er am Unternehmen Juno und am Unternehmen Berlin teil. Am 20. November 1941 erhielt er in der ersten Verleihungsrunde der Kriegsmarine das neu gestiftete Deutsche Kreuz in Gold verliehen. Am 28. März 1942 wurde Hoffmann von diesem Kommando entbunden, zur Verfügung des Kommandierenden Admirals der Ostsee gestellt und am 1. April 1942 zum Konteradmiral befördert. Vom 1. Juli 1942 bis zum 4. März 1943 war er Kommandierender Admiral in den Niederlanden. Anschließend folgte die Versetzung als Abteilungschef für Artillerieentwicklung und Konstruktion in das Marinewaffenamt und seine Beförderung zum Vizeadmiral am 1. April 1943.
Hoffmann kam am 23. Mai 1945 im Sonderbereich Mürwik in britische Kriegsgefangenschaft, aus der er am 20. Februar 1947 entlassen wurde.
Vom 26. Juni 1956 bis 31. März 1965 war Hoffmann Bundesbeauftragter  beim Seeamt Hamburg.

## Auszeichnungen
- Eisernes Kreuz (1914) II. und I. Klasse[1]
- Ritterkreuz II. Klasse des Albrechts-Ordens mit Schwertern[1]
- Spange zum Eisernen Kreuz II. und I. Klasse
- Deutsches Kreuz in Gold am 20. November 1941[2]
- Ritterkreuz des Eisernen Kreuzes am 23. März 1942[2]
- Flotten-Kriegsabzeichen
- Zerstörer-Kriegsabzeichen
- Verdienstkreuz I. Klasse des Verdienstordens der Bundesrepublik Deutschland am 15. Juli 1965